# Edicions Atalanta
Edicions Atalanta és una editorial de caràcter privat amb seu a Girona. Va ser fundada l'octubre de 2005 per l'editor Jacobo Siruela, antic fundador de l'editorial Siruela, i la seva esposa, la periodista Inka Martí.
El nom prové d'Atalanta, denominació creada a partir de l'antic mite grec. Finalitzat 2020, els seus quatre col·leccions: Ars brevis, Memoria mundi, Imaginatio vera i Liber naturae, van arribar als 139 títols.